# Richard Christopher Carrington
Pour les articles homonymes, voir Carrington.
Richard Christopher Carrington (26 mai 1826 - 27 novembre 1875) est un astronome britannique qui a découvert en 1863 la rotation différentielle du Soleil en observant les taches solaires. Ses observations ont permis à l'astronome français Rodolphe Radau de préciser qu'à l'équateur, la période de rotation du Soleil autour de son axe est de 25,187 jours terrestres, alors qu'aux latitudes de 45º nord et sud, elle est de 27,730 jours terrestres. 
Il est le premier, à la date du 1er septembre 1859, à rapporter l'observation d'une éruption solaire en constatant l'apparition d'une tache très lumineuse à la surface du Soleil qui perdurait pendant cinq minutes, départ du point culminant de l'éruption solaire de 1859. Il émit également l'hypothèse que ce phénomène était lié à l'orage magnétique observé les jours suivants.
Il établit les premiers rapports d'observation qui ont conduit à la loi de Spörer.
Il reçoit la médaille d'or de la Royal Astronomical Society en 1859. Richard Christopher Carrington est devenu membre de la Royal Society le 7 juin 1860.